# Steatoda brignolii
Steatoda brignolii är en spindelart som beskrevs av Knoflach 1996. Steatoda brignolii ingår i släktet vaxspindlar, och familjen klotspindlar.
Artens utbredningsområde är Grekland. Inga underarter finns listade i Catalogue of Life.